# Mary Morrissy
Pour les articles homonymes, voir Morrissy.
Mary Morrissy (née à Dublin en 1957) est une écrivaine irlandaise. Elle a été récompensée par le prix de Lannan Literary Award.

## Biographie
Morrissy sort diplômée de l'école de journalisme à Rathmines, en Irlande, puis elle travaille en Australie en tant que secrétaire de rédaction pour The Irish Press. Elle enseigne en cours supérieur de création littéraire à l'Université de l'Arkansas et à l'Université de l'Iowa. En 1995, elle reçoit le prix Lannan Literary Award (de) dans la catégorie fiction.
En 2008-09 Morrissy obtient le poste de Jenny McKean Moore Writer à l'Université George-Washington. Son œuvre The Duchess lui permet de travailler au sein de la New York Public Library (en français : « Bibliothèque publique de New York »). The Duchess est l'autobiographie imaginaire de Bella O'Casey, la sœur de Seán O'Casey. Le roman a été renommé The Rising of Bella Casey et publié en 2013. Depuis 2015, Morrissy travaille à l'University College Cork en tant que professeure en écriture de création.
Ayant travaillé comme journaliste, auteur de reportages et rédactrice dans trois des quotidiens nationaux irlandais, Morrissy écrit des articles pour diverses publications et sites web, critique des fictions et gère un site consacré à l'artiste et designer de Dublin Una Watters (1918–1965).

## Prix
En 1984, elle gagne le Hennessy Award pour ses nouvelles, puis le Lannan Literary Award en 1995. Un an plus tard, en 1996 elle a été nommée pour le Whitbread Prize. Morrissy est membre de l'association artistique irlandaise Aosdána depuis mars 2015.

## Œuvres

### Nouvelles
- Mary Morrissy, The Duchess A Lazy Eye, Londres, Jonathan Cape/ New York, Scribner, 1993 (ISBN 0-09-970141-3)
- Mary Morrissy, The Duchess New Irish Short Stories, Joseph O'Connor, Faber and Faber, 2011 (ISBN 0-571-25527-2)
- Mary Morrissy, The Duchess Dubliners 100, Thomas Morris, Tramp Press, 2014 (ISBN 978-0992817015)
- Mary Morrissy, The Duchess Prosperity Drive, Jonathan Cape, 2016 (ISBN 978-0224102193)

### Romans
- Mary Morrissy, The Duchess Mother of Pearl, Scribner, 1995 (ISBN 0-09-958251-1)
- Mary Morrissy, The Duchess The Pretender, Jonathan Cape, 2000 (ISBN 0-09-928367-0)
- Mary Morrissy, The Duchess The Rising of Bella Casey, Brandon, 2013 (ISBN 978-1847175762)

### Livres traduits en français
- Mary Morrissy, La Côte d'Ève, Paris, Autrement, 2000, 288 p. (ISBN 978-2-86260721-4)
- Mary Morrissy, Les Révolutions de Bella Casey, Paris, La Table ronde/Quai Voltaire, 2016, 320 p. (ISBN 978-2-71037251-6)